# Campeonato Mundial de Esquí Acrobático de 1991
El III Campeonato Mundial de Esquí Acrobático se celebró en la localidad de Lake Placid (Estados Unidos) entre el 11 y el 17 de febrero de 1991 bajo la organización de la Federación Internacional de Esquí (FIS) y la Asociación Estadounidense de Esquí y Snowboard.

## Medallistas

### Masculino
| Evento              | Oro                                  | Plata                                | Bronce                             |
| ------------------- | ------------------------------------ | ------------------------------------ | ---------------------------------- |
| Baches (14.02)      | Edgar Grospiron Francia              | Bernard Brandt · Suiza ·             | Charles Martin Estados Unidos      |
| Acrobacias (12.02)  | Lane Spina Estados Unidos 30,14 pts. | Roberto Franco · Italia · 29,55 pts. | Dave Walker · Canadá · 28,80 pts.  |
| Salto aéreo (17.02) | Philippe LaRoche · Canadá · 233,52   | John Ross · Canadá · 215,74          | Dave Valenti Estados Unidos 212,46 |
| Combinada (17.02)   | Serguei Shupletsov URSS 41,00        | Jeff Viola · Canadá · 53,00          | Youri Gilg Francia 55,00           |

### Femenino
| Evento              | Oro                                   | Plata                                | Bronce                                |
| ------------------- | ------------------------------------- | ------------------------------------ | ------------------------------------- |
| Baches (13.02)      | Donna Weinbrecht Estados Unidos       | Tatjana Mittermayer · Alemania ·     | Birgit Stein-Keppler · Alemania ·     |
| Acrobacias (11.02)  | Ellen Breen Estados Unidos 28,10 pts. | Jan Bucher Estados Unidos 27,69 pts. | Cathy Féchoz Francia 25,50 pts.       |
| Salto aéreo (16.02) | Vasilisa Semenchuk URSS 143,27        | Elfie Simchen · Alemania · 143,09    | Liselotte Johansson · Suecia · 138,65 |
| Combinada (16.02)   | Maja Schmid · Suiza · 41,00           | Conny Kissling · Suiza · 42,00       | Kristean Porter Estados Unidos 43,00  |

## Medallero
| Núm. | País           | Oro | Plata | Bronce | Total |
| ---- | -------------- | --- | ----- | ------ | ----- |
| 1    | Estados Unidos | 3   | 1     | 3      | 7     |
| 2    | URSS           | 2   | 0     | 0      | 2     |
| 3    | Canadá         | 1   | 2     | 1      | 4     |
| 4    | Suiza          | 1   | 2     | 0      | 3     |
| 5    | Francia        | 1   | 0     | 2      | 3     |
| 6    | Alemania       | 0   | 2     | 1      | 3     |
| 7    | Italia         | 0   | 1     | 0      | 1     |
| 8    | Suecia         | 0   | 0     | 1      | 1     |
|      | TOTAL          | 8   | 8     | 8      | 24    |